# ديفيد بونيلا كورتيس
ديفيد بونيلا كورتيس (بالإنجليزية: David Bonilla Cortés)‏ هو سياسي أمريكي، ولد في 1 فبراير 1974 في نيويورك في الولايات المتحدة. حزبياً، نشط في الحزب التقدمي الجديد.